# Erzurum (provins)

Karta över Turkiet med Erzurum markerat.

Erzurum (ibland även Erzerum) är en provins i östra Turkiet. Den har totalt 937 389 invånare (2000) och en areal på 24 741 km². Provinshuvudstad är Erzurum. Erzurum är känd för sina kalla vintrar. Det kan vara ner mot -40 grader i staden.